# Aristotelia coeruleopictella
Aristotelia coeruleopictella is een vlinder uit de familie tastermotten (Gelechiidae). De wetenschappelijke naam is voor het eerst geldig gepubliceerd in 1920 door Caradja.
De soort komt voor in Europa.